# ابراهیم دمشناس
ابراهیم دمشناس (زاده ۱۳۵۱) یک رمان‌نویس و نویسندهٔ معاصر ایرانی است.

## زندگی
ابراهیم دمشناس در شهریور ۱۳۵۱ در بندر ماهشهر به دنیا آمد و تا سن ۳۳ سالگی در این شهر زندگی می‌کرد. دمشناس دارای مدرک کارشناسی ارشد ادبیات فارسی از دانشگاه آزاد می‌باشد ایشان مدرس زبان و ادبیات فارسی در زادگاهش تا پیش از مهاجرت؛ و در سالهای اخیر در شهرکرج تدریس و زندگی می‌کند.

## جوایز
- ۱۳۸۳ - مجموعه داستان(( نهست)). نشر نیم نگاه جایزه بهترین مجموعه داستان دورهٔ چهارم جایزهٔ هوشنگ گلشیری به همراه مجموعه داستان (( تک خشت )) نوشتهٔ منیرالدین بیروتی[۲]
- ۱۳۸۳ - مجموعه داستان نهست. نشر نیم نگاه. نامزد نهایی جایزه ادبی اصفهان
- ۱۳۸۳ - مجموعه داستان نهست. نشر نیم نگاه. نامزد نهایی جایزه منتقدین و روزنامه نگاران
- دور ششم جایزه ادبی هفت اقلیم ۱۳۹۵ نامه نانوشته. نشر بوتیمار. شایسته تقدیر
- ۱۳۹۷ نامزد نهایی جایزه ادبی احمد محمود برای رمان آتش زَندان، ابراهیم دمشناس، نشر نیلوفر

## زندگی ادبی
وی از سال ۱۳۶۵ به داستان‌نویسی روی آورد. و تاکنون داستان‌هایش در مجلات معتبری، از جمله کارنامه (ماهنامه) ، آدینه، ماهنامه ادبی نوشتا ، عصر پنجشنبه، کلک، ادبستان، گیله وا، سینما و ادبیات چاپ شده‌است.

## کتابشناسی
- مجموعه داستان " نهست " ۱۳۸۲ نشر نیم نگاه
- مجموعه داستان " نهست " ۱۳۹۸ نشر نیلوفر چاپ مجدد بعد از ۱۶ سال
- دل و دلبری ، بازنویسی خسرونامه عطار نیشابوری ۱۳۹۲ نشر ویدا
- مجموعه داستان اندوهان اژدر ۱۳۹۴ نشر روزنه
- نامه نانوشته ، رمان ، نشر بوتیمار ۱۳۹۴
- آتش زندان ، رمان ، ۱۳۹۶ نشر نیلوفر